# Sân bay Battambang
Sân bay Battambang (tiếng Khmer: ព្រលានយន្តហោះខេត្តបាត់តំបង) (IATA: BBM, ICAO: VDBG) là một sân bay nằm ở Battambang, thành phố thuộc Battambang (tỉnh), Campuchia.